# 全国普选票州际协定
全国普选票州际协定（英語：National Popular Vote Interstate Compact）是美国若干州份及哥伦比亚特区之间的协定，其目的旨在改革美国目前在总统选举中施行的选举人团制度，间接实现全民普选。协定规定，一旦所有加入协定的州份所持有的选举人团票总数超过全国总数的一半，加入的各州就会把所有选举人团票投给全国普选票中的胜出者；届时加入的各州便能以压倒性多数使全国普选中得票最多的候选人当选。而在以上条件尚未达到的情况下，各州依然按照现行制度投票，保持现状不变。

## 背景
在目前的制度下，每个州持有一定数量的总统选举人团票，票数为该州在国会的议员人数。绝大多数州把全部选举人票投给本州普选票中的胜出者，即所谓“赢者通吃”，只有缅因、内布拉斯加两个州除外。在这个制度下：
- 选举人团票的分配倚重小州：
  - 小州每单位人口的选举人团票数比大州多（如德克萨斯州每70万人一张选举人团票，怀俄明州每20万人一张选举人团票）；
  - 大州某区域的意愿可能被同州的其他区域淹没，最终无法左右全国结果，人口和该区域相同的小州的意愿却一定作数；
- 各州皆是“領先者當選”，在某州小赢和大赢（或小输和大输）之间没有任何区别，因此候选人将所有的时间和精力放在摇摆不定的州份上，其他州份遭到忽视，选民投票意愿相应受到影响；
- 最终结果中，可能出现当选者不是全国多数选民所投的候选人的情况，例如1824年大选、1876年大选、1888年大选、2000年大选、2016年大选所产生的结果。

由于以上弊端，改革总统选举制度的呼声在美国长期存在，并在民间享有较高的支持率。但选举人团制度是美国宪法明文规定的，如果要从法律上废除选举人团制度，就必须修正联邦宪法。联邦宪法的修正必须由国会参众两院分别以三分之二的多数提出，再由四分之三的州议会批准，门槛很高；而废除选举人团制度影响各个小州的利益，阻力极大，因此很难完成。1970年就发生了相关提案在众议院通过后，在参议院无法突破小州参议员反对，中途夭折的情况。
然而，美国宪法只规定了总统选举应采用选举人团制度，却没有规定各州选举人团票应该如何分配，各州可以自行立法规定分配方式。美国在20世纪前，各州采用五花八门的分配方式，20世纪时才统一到现行制度（缅因、内布拉斯加两州除外）。全国普选票州际協定事实上利用了这一点。协定规定，一旦所有加入协定的州份所持有的选举人团票总数超过全国总数的一半，加入的各州就会把所有选举人团票投给全国普选票中的胜出者；届时加入的各州便可以以压倒性多数使全国普选中得票最多的候选人当选。换言之，协定实际上是以绕开宪法的方式达到普选的目的。协定在形式上保留选举人团制度，因此不触及修宪，只需要修改各州的成文法，理论上比修宪更容易操作。
然而該协定似乎是以立法之名行修宪之实，事实上触及整个联邦的体制，一旦实行在即很有可能会被告上最高法院甚至导致最终无法实行。

## 现状
2006至2007年间，此协定在42个州议会提出。截止2025年4月，协议仅在马里兰、新泽西、夏威夷、華盛頓州、麻薩諸塞、佛蒙特、加利福尼亚、羅德島、紐約、康乃狄克、科羅拉多、德拉瓦、新墨西哥、奧勒岡、明尼蘇達、緬因17个州以及華府突破下院、上院、州长的层层門檻而生效，然而这些州的选举人团票数总和为209票，不足全国票数的一半（270票）。因此，协议离生效还有相当的距离。
| No. | 州名         | 通过日期       | 現选举人票数 | 270票的百分比 |
| --- | ------------ | -------------- | ------------ | ------------- |
| 1   | 马里兰州     | 2007年4月10日  | 10           | 3.7%          |
| 2   | 新泽西州     | 2008年1月13日  | 14           | 8.9%          |
| 3   | 伊利诺伊州   | 2008年4月7日   | 19           | 15.9%         |
| 4   | 夏威夷州     | 2008年5月1日   | 4            | 17.4%         |
| 5   | 华盛顿州     | 2009年4月28日  | 12           | 21.9%         |
| 6   | 麻萨诸塞州   | 2010年8月4日   | 11           | 25.9%         |
| 7   | 哥伦比亚特区 | 2010年10月12日 | 3            | 27.0%         |
| 8   | 佛蒙特州     | 2011年4月22日  | 3            | 28.1%         |
| 9   | 加利福尼亚州 | 2011年8月8日   | 54           | 48.1%         |
| 10  | 罗德岛州     | 2013年7月12日  | 4            | 49.6%         |
| 11  | 纽约州       | 2014年4月15日  | 28           | 60.0%         |
| 12  | 康涅狄格州   | 2018年5月24日  | 7            | 62.6%         |
| 13  | 科罗拉多州   | 2019年3月15日  | 10           | 66.3%         |
| 14  | 特拉华州     | 2019年3月28日  | 3            | 67.4%         |
| 15  | 新墨西哥州   | 2019年4月3日   | 5            | 69.3%         |
| 16  | 俄勒冈州     | 2019年6月12日  | 8            | 72.2%         |
| 17  | 明尼蘇達州   | 2023年5月24日  | 10           | 75.9%         |
| 18  | 緬因州       | 2024年4月16日  | 4            | 77.4%         |

## 合法性问题
此项协定的合法性受到不同程度的质疑：
- 有人认为此项协定试图绕过修宪的高门槛达到在事实上修宪的目的，这种行为违反美国宪法；或者认为协定的内容违反了1964年民权法案和/或1965年选举权法案。由于联邦宪法和法律的效力高于州法律，此项协议应当被宣告无效。
- 也有人认为此项协定并不违反美国宪法或联邦法律，但在生效前还应当获得国会的同意。雖然美国宪法第1条第10款规定州际协议需经美国国会批准，但是联邦最高法院曾将其解释为只有可能侵犯联邦至高條款（原文“encroaches on federal supremacy”）的协定才需要国会批准。有人认为此项协定规定直接介入联邦总统选举，因此符合“侵犯联邦至高條款”的條件，所以必须经过国会批准。

协定的支持者则认为：美国憲法规定各州自行指定本州选举人，联邦最高法院也曾明确裁定各州有权约束本州选举人的行为，在现行体制下即有权强制本州选举人将票投给本州普选获胜者。既然如此，各州也自然有权利规定本州选举人应当将选票投给全国普选获胜者。最高法院也在判例中指出选举人是代表各州在行使权利，各州如何规定选举人的投票行为属于州权的范畴，也不会影响联邦政府的权威。
可以预见，如果加入协议的州不断增多，反对此项协议的团体将会提出訴訟，使其合法性最终由美国最高法院进行裁决。

## 外部連結
- NationalPopularVote.com （页面存档备份，存于） - 協定推廣組織
  - 全國普選票州際協定原文 （页面存档备份，存于）